# یواس‌اس تالبوت (دی‌دی-۱۱۴)
یواس‌اس تالبوت (دی‌دی-۱۱۴) (به انگلیسی: USS Talbot (DD-114)) یک کشتی بود که طول آن ۹۵٫۸۱ متر (۳۱۴٫۳ فوت) بود. این کشتی در سال ۱۹۱۸ ساخته شد.